# Juliénas
Juliénas ist eine französische Gemeinde mit 883 Einwohnern (1. Januar 2022) im Département Rhône in der Region Auvergne-Rhône-Alpes. Sie ist Namensgeberin des Weinbaugebietes Juliénas.

## Geografie
Die Gemeinde Juliénas liegt am Flüsschen Mauvaise, zwölf Kilometer südwestlich von Mâcon an der Grenze zum Département Saône-et-Loire.

## Geschichte
Juliénas und seine Nachbargemeinde Jullié wurden bereits zu Zeiten Julius Caesars gegründet und sollen gemäß der Herkunftsforschung nach ihm benannt worden sein.

### Bevölkerungsentwicklung
| Jahr      | 1962 | 1968 | 1975 | 1982 | 1990 | 1999 | 2011 | 2021 |
| Einwohner | 752  | 694  | 648  | 642  | 703  | 792  | 812  | 885  |

Im Jahr 1866 wurde mit 1342 Bewohnern die bisher höchste Einwohnerzahl ermittelt. Die Zahlen basieren auf den Daten von cassini.ehess und INSEE.

## Sehenswürdigkeiten
- Himmelfahrtskirche
- alte (ehemalige) Himmelfahrtskirche

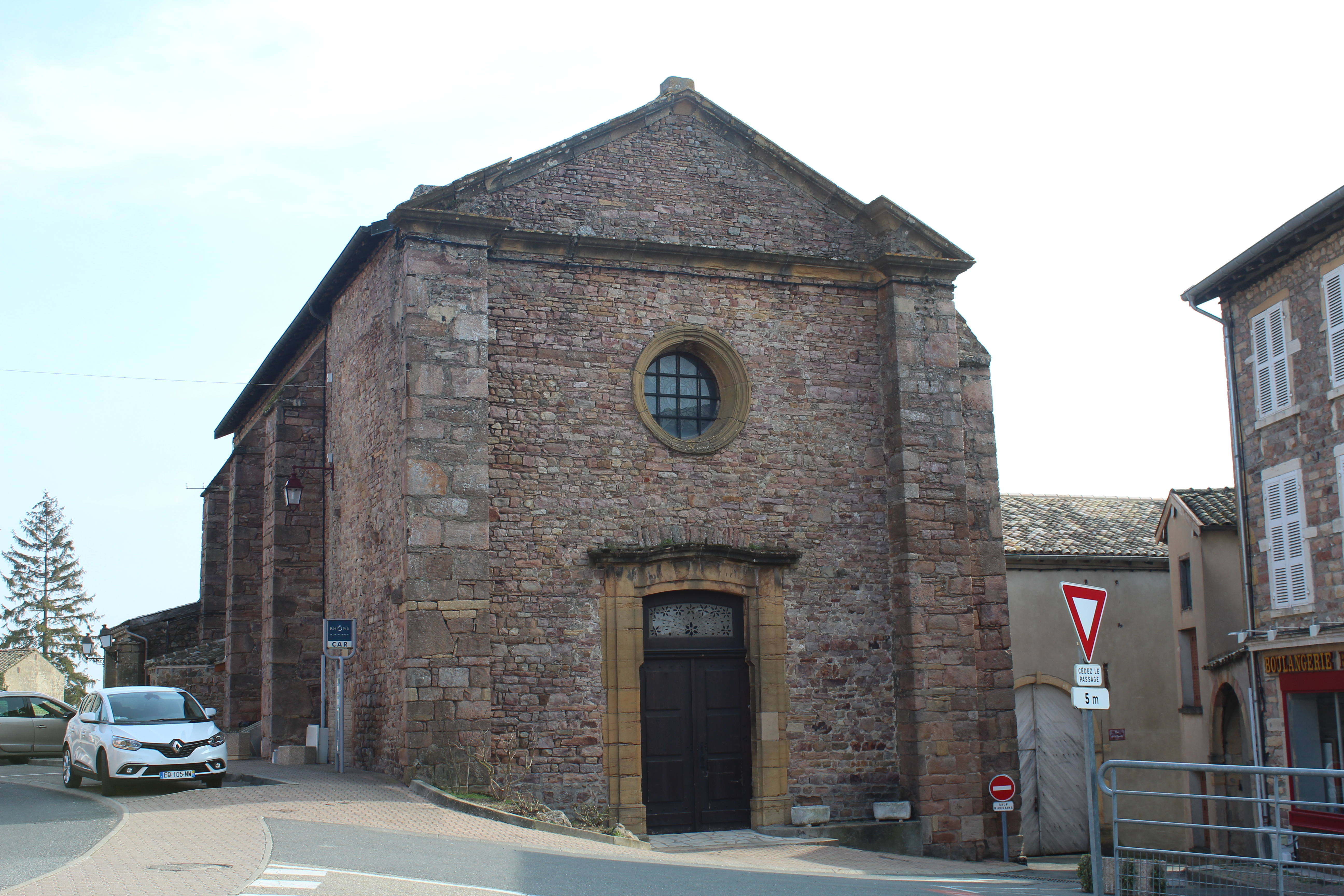
Ehemalige Himmelfahrtskirche
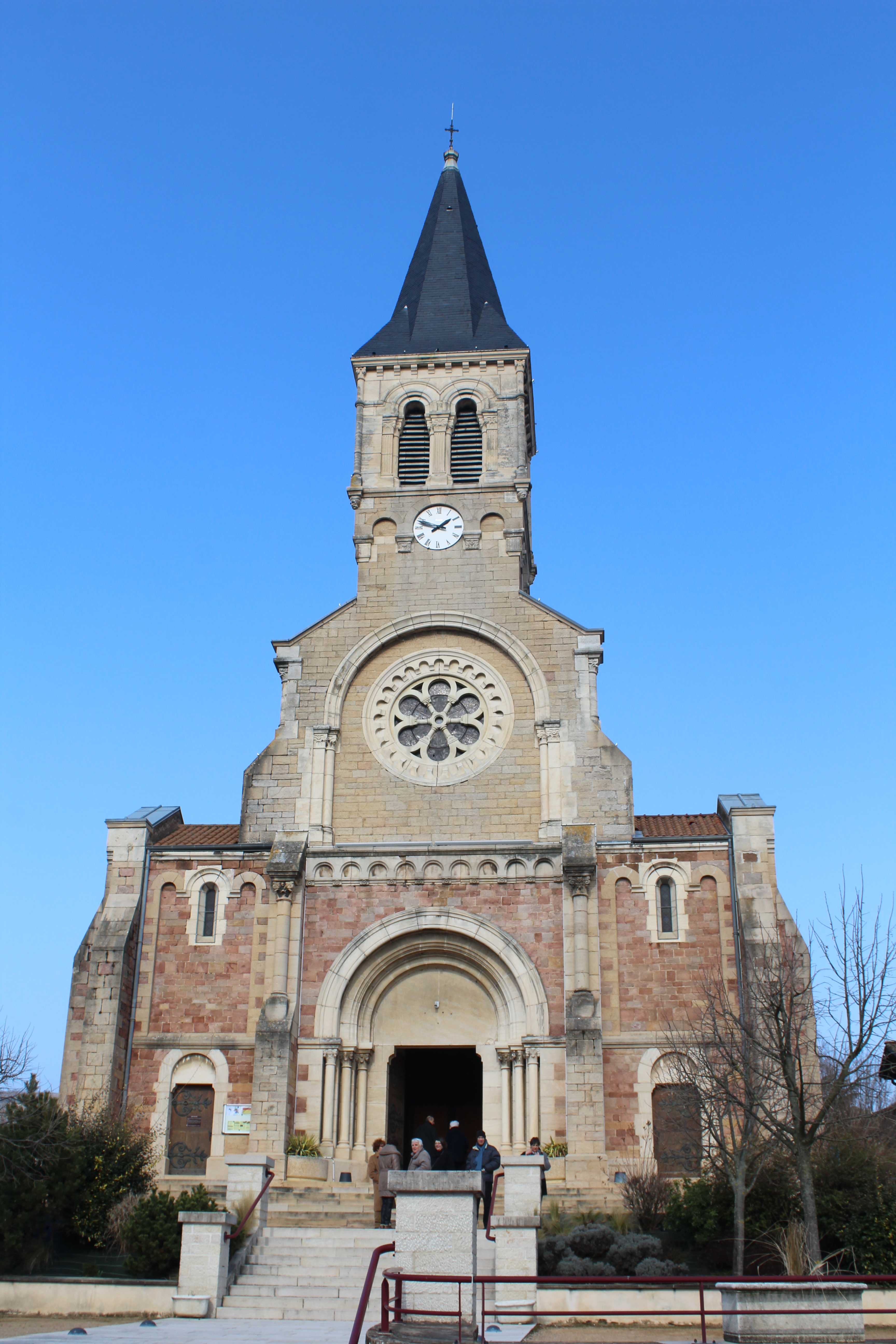
Himmelfahrtskirche
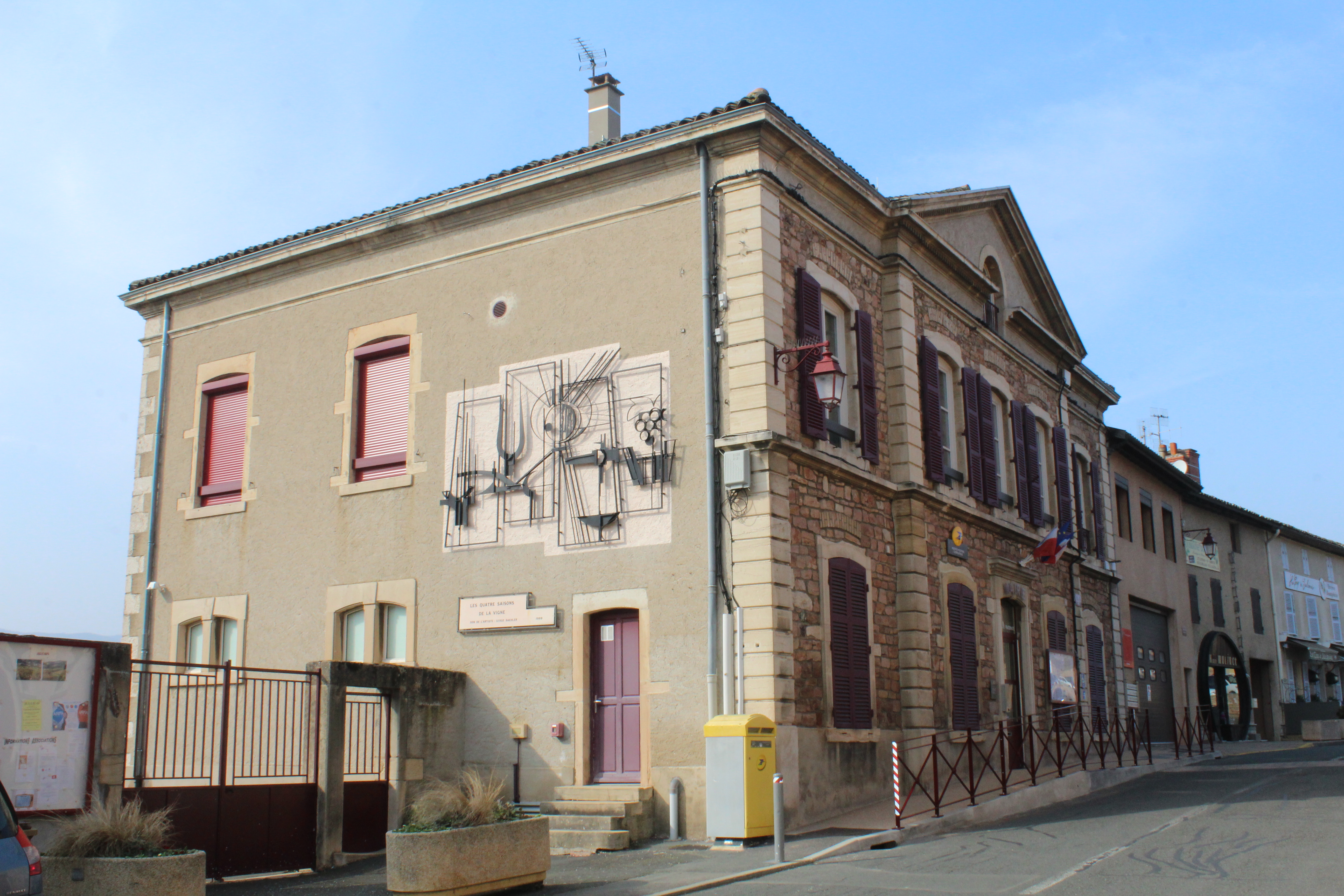
Rathaus Juliénas
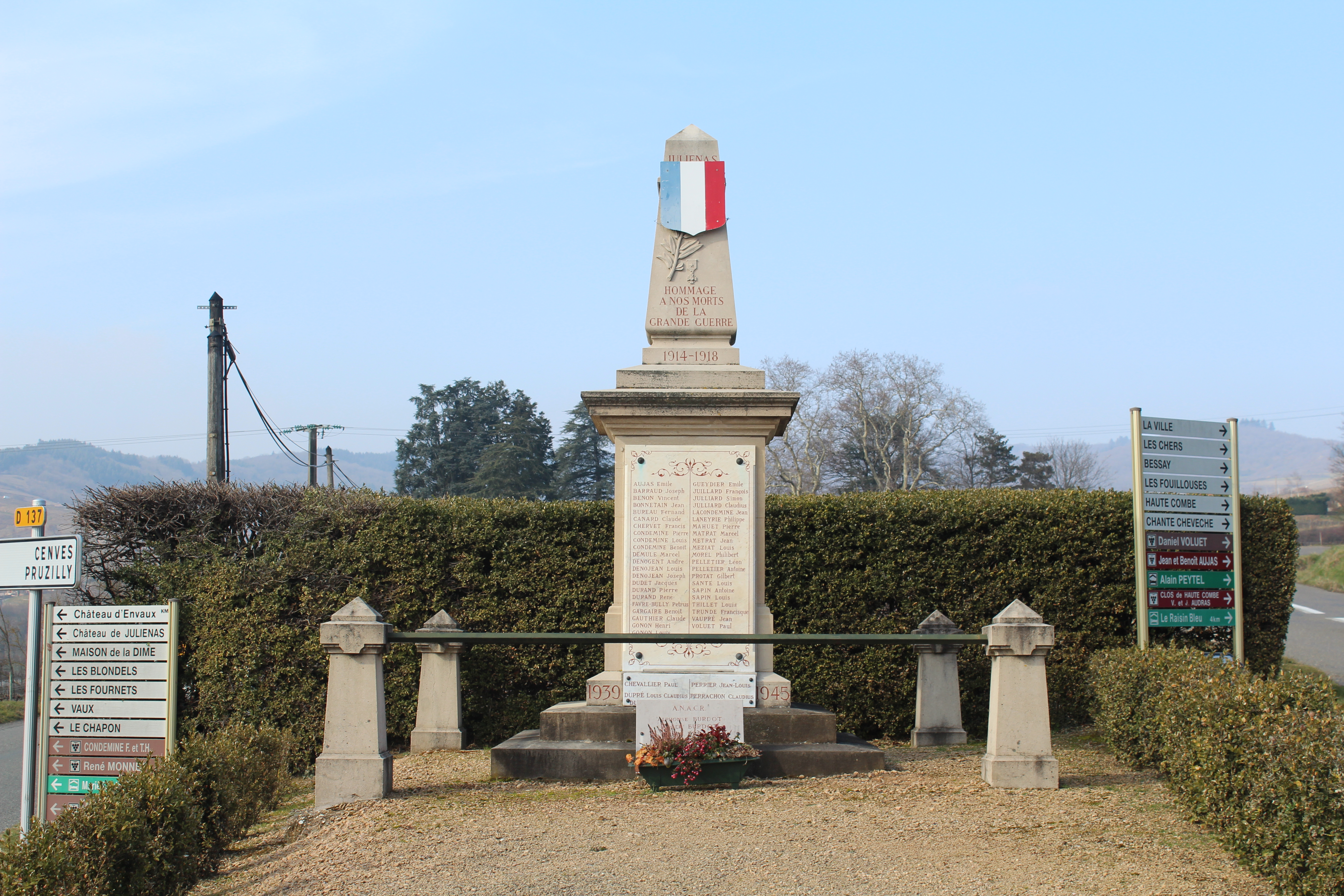
Gefallenendenkmal

## Wirtschaft und Infrastruktur
In Juliénas sind acht Landwirtschaftsbetriebe (Getreideanbau, Milchviehhaltung, Ziegen- und Schafzucht) und 14 Winzerbetriebe ansässig.
Juliénac liegt abseits der überregional wichtigen Verkehrsströme. Etwa zehn Kilometer nordöstlich von Juliénas besteht eine Autobahnauffahrt nahe dem Autobahnkreuz, an dem die A 6 und die A 406 / RN 79 aufeinander treffen.

## Gemeindepartnerschaft
Juliénas pflegt seit 1967 eine Partnerschaft mit Assmannshausen am Rhein.

## Belege
1. ↑  Juliénas auf cassini.ehess
2. ↑  Juliénas auf INSEE
3. ↑  Landwirtschaftsbetriebe auf annuaire-mairie.fr